# M67破片手榴弾

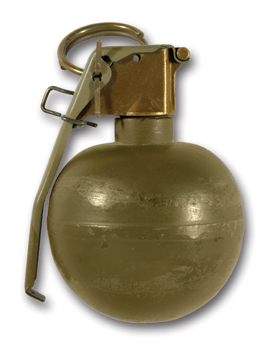
M67破片手榴弾

M67破片手榴弾（英：M67 grenade）は、アメリカ軍およびカナダ軍で使用されている破片手榴弾である。
1950年代から使用され続けていたM61手榴弾の後継として導入された。弾殻の内面には細かいスタンプ加工が施されており、炸裂の際に破片の大きさが均等になるよう考慮されている。その形状と梨地仕上げの本体の印象から「アップル・グレネード（リンゴ型手榴弾）」「ベースボール（ここでは野球ボールの意味）」とも呼ばれる。
約40メートルの距離まで投げることが可能で、信管に点火後約5秒で爆発する。
爆発時5メートル範囲以内の人間は致命傷を受け、15メートル範囲に殺傷能力のある破片が飛散する。更に、一部の細かな破片は230メートルまで飛散したとの記録もあり、威力の大きさがうかがえる。

## スペック
- 重量：14オンス（397g）
- 直径：2.5インチ（63.5mm）
- 炸薬：コンポジションB
- 炸薬重量：6.5オンス（184g）

## 使用手順
1. 安全クリップ（俗称ジャングルクリップ）を安全レバーからずらす。安全クリップ自体は信管に付いたままで、脱落はしない。
2. Tの字に折れた安全ピン（割ピン）の先をまっすぐに戻す。
3. 安全レバーを親指で押さえる向きで手榴弾を握る。信管は右手持ちの場合は上を、左手持ちの場合には下を向く。
4. 手指を握り込んで、スプリングのテンションがかかった安全レバーを押さえ込み、安全ピンを抜く（安全レバーが外れない限り爆発はしない。安全ピンを挿し戻すことも可能である）。
5. 投擲する。安全レバーが外れてから約5秒後に爆発。

## 動画
- Waschmaschine vs. M67 (Handgranate) - YouTube

## 登場作品

### 映画・テレビドラマ
『ウォーキング・デッド』
戦車の中に置いてあったものを拾う。
『コマンドー』
主人公、ジョン・メイトリックス大佐が、敵アジト強襲時に2発使用。また、アリアスの私兵も使用しており、作中、唯一私兵達がメイトリックスにダメージを与えられた。
『世界侵略: ロサンゼルス決戦』
主人公のマイケル・ナンツ二等軍曹がガソリンスタンドに向かって投げ、爆風で低空飛行していた敵の無人機を撃墜する他、終盤では敵を足止めする際に使用。また、他のアメリカ兵も敵歩兵に使用する。
『ネイビー・シールズ』
『ブラックホーク・ダウン』
ジェフ・サンダーソン一等軍曹が建物から発砲してくるソマリア民兵の狙撃手を排除するため、狙撃手がいる窓に投げ込む。
『亡国のイージス』
如月行がブービートラップとして利用する。
『ランボー/怒りの脱出』
ベトナム戦争後もベトナムに捕らわれている捕虜の存在を秘密裏に調査するための任務を受けた主人公、ジョン・ランボーの装備品の1つとして登場する。HALO降下を行った際に、ベルトがジェット機の一角に絡まり降下不可能になり、ランボーが愛用のナイフで装備を固定していたベルトを切断したため、ほかの装備品とともに失ってしまう。
『ワールド・ウォーZ』
主人公が旅客機内で使用。壁を吹き飛ばし、機内にいた大量のゾンビを外に放り出す。
『バイオハザード: ヴェンデッタ』
レオンとクリスが使用する。

### アニメ・漫画
『暗殺教室』
『こちら葛飾区亀有公園前派出所』
富士登山駅伝競走の巻に登場。
ボルボ式射撃特訓の巻に登場。
『じょしらく』
『魔法少女特殊戦あすか』
サッチュウが使用。
『ヨルムンガンド』
物語序盤、旭日第6部隊が放ったFGM-148 ジャベリンを迎撃するため、ヨナがタイミングを合わせて投擲し、空中で爆発させる。
『リトルコップ』
警視庁の調査員を追撃していた私設軍隊「影の軍隊」の兵士が自殺用に所持。

### ゲーム
『Operation Flashpoint: Dragon Rising』
アメリカ海兵隊陣営で使用可能な手榴弾として「破片手榴弾」の名称で登場する。
『アンチャーテッドシリーズ』
シリーズ全4作に「MK-NDI」という名で登場。最大4個持つことができる。マルチプレイ対戦では主に1個しか持てない。『UC2』では銃を構えながら真正面へ投擲できたり、『UC3』では投げ返すことが可能になった。
『グランド・セフト・オートシリーズ』
『GTAIII』
「Grenades」の名称で登場する。
『GTA:VC』
通常の手榴弾型と遠隔操作で起爆できる型の2種類が登場する。
『GTA:SA』
「手榴弾」の名称で登場する。
『GTA:LCS』
「手榴弾」の名称で登場する。『GTA:VC』同様に、手榴弾型と遠隔起爆型の2種類が存在する。
『GTA:VCS』
「手榴弾」の名称で登場する。『GTA:VC』『GTA:LCS』同様に、手榴弾型と遠隔起爆型の2種類が存在する。

『コール オブ デューティシリーズ』
『CoD4』
『CoD:MW2』
『CoD:MW3』
『CoD:BO』
『CoD:G』
上記5作品にプレイヤーが使用できる標準的な手榴弾として登場する。
『CoD:BO2』
プレイヤーは使用できないが、キャンペーン序盤、メネンデスが自爆する際に使用する。

『サイフォンフィルター』
「GRENADE」の名称で登場する。
『スペシャルフォース』
『バトルフィールドシリーズ』
『BF2』
突撃兵の装備として使用可能。
『BF3』
陣営・兵科を問わずに使用可能。

『マーセナリーズ』
「フラググレネード」の名称で登場する。アイコンはM67なのだが、ゲーム内テクスチャはM26手榴弾となっている。
『メタルギア2 ソリッドスネーク』
ゲーム上では細かく記されてはいないが、「M68破片手榴弾」として登場。M67との違いは信管が着発式である事である。
『BulletForce』
デフォルトでプレイヤーが使用することのできる投擲武器となっている。
『バイオハザード ヴィレッジ』
クリス編でハンドグレネードとして登場。